# Alekszandr Alekszandrovics Szerebrov
Alekszandr Alekszandrovics Szerebrov (oroszul: Александр Александрович Серебров) (Moszkva, 1944. február 15. – Moszkva, 2013. november 12.) szovjet űrhajós.

## Életpálya
1967-ben Moszkvában a Műszaki Egyetemen diplomázott. 1974-től a műszaki tudományok doktora. 1978. december 1-től részesült űrhajóskiképzésben. Összesen 372 napot, 22 órát és 52 percet töltött a világűrben. Űrhajós pályafutását 1995. május 10-én fejezte be. Űrutazási tanácsadóként tevékenykedett.

## Űrrepülések
- Szojuz T–7 űrhajó fedélzeti mérnöke – szolgálatát befejezve, a Szojuz T–5 fedélzetén érkezett vissza a Földre.
- Szojuz T–8 kutatóűrhajósa
- Szojuz TM–8 űrhajó fedélzeti mérnöke – Mir-5 kutatóűrhajósa
- Szojuz TM–17 űrhajó fedélzeti mérnöke – Mir-14 kutatóűrhajósa

Bélyegen is megörökítették az űrrepülését.

### Tartalék személyzet
- Szojuz TM–2 fedélzeti mérnök
- Szojuz TM–5 fedélzeti mérnök
- Szojuz TM–7 fedélzeti mérnök

## Kitüntetések
Megkapta a Szovjetunió Hőse kitüntetést és a Lenin-rendet.